# Punchy

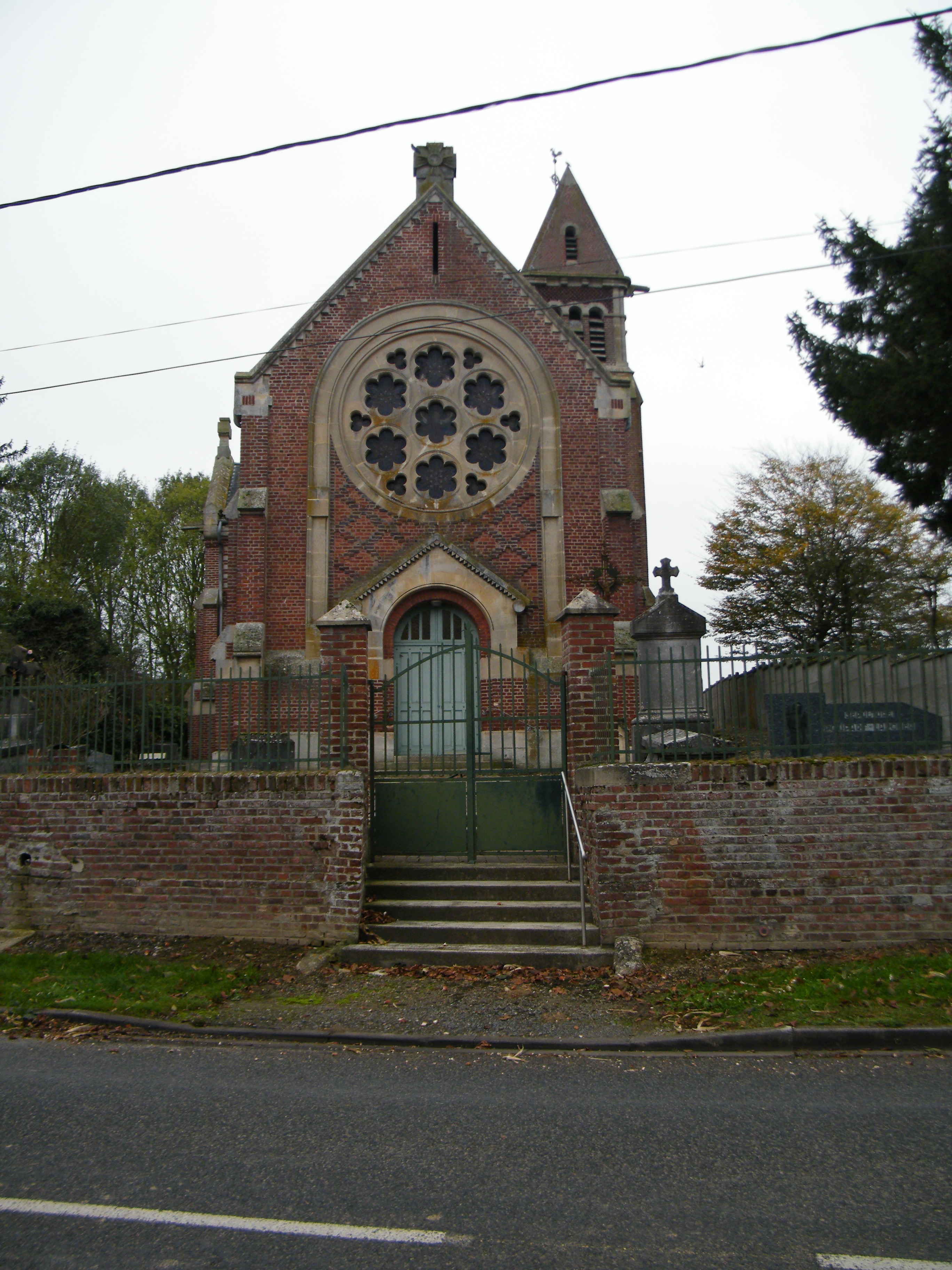

Punchy is een gemeente in het Franse departement Somme (regio Hauts-de-France) en telt 76 inwoners (2009). De plaats maakt deel uit van het arrondissement Montdidier.

## Geografie
De oppervlakte van Punchy bedraagt 3,0 km², de bevolkingsdichtheid is dus 25,3 inwoners per km².
De onderstaande kaart toont de ligging van Punchy met de belangrijkste infrastructuur en aangrenzende gemeenten.

## Demografie
Onderstaande figuur toont het verloop van het inwonertal (bron: INSEE-tellingen).